# LAHAT
Il LAHAT, acronimo di Laser Homing Attack o Laser Homing Anti-Tank (missile d'attacco a guida laser o missile anticarro a guida laser) è un missile anticarro, ma che è efficace anche contro elicotteri, navi, ecc., ed è nato per equipaggiare i cannoni da 105 e 120mm dei Merkava.
Oltre che i pezzi da 105mm e 120mm può essere caricato su elicotteri, mezzi leggeri e può essere sparato anche dalla fanteria a causa del suo peso ridotto rispetto ad altri missili anticarro. Questa modularità è possibile perché, al contrario di molti altri proiettili d'artiglieria, il LAHAT non richiede obbligatoriamente il cannone per essere sparato.

## Paesi utilizzatori
IsraeleMerkava
 IndiaArjun, Tank EX